# Apicata
Apicata († am 26. Oktober 31 n. Chr.) war eine Römerin unbekannter Abstammung und die Gattin des Prätorianerpräfekten Lucius Aelius Seianus.
Aus der Ehe von Seianus und Apicata gingen drei Kinder hervor. Seianus soll aber nach höchster Macht gestrebt haben und der Geliebte Livillas geworden sein. 23 n. Chr. verstieß er Apicata und soll gemeinsam mit Livilla deren Gatten Drusus, den Sohn des Kaisers Tiberius, vergiftet haben. Tiberius erlaubte Seianus aber nicht, Livilla zu heiraten. Nach Seianus’ Sturz und Hinrichtung (18. Oktober 31), der sechs Tage später die Exekution von Seianus’ und Apicatas ältestem Sohn Strabo folgte, habe Apicata aus Rache gegen Livilla dem Kaiser brieflich angezeigt, dass Livilla und Seianus acht Jahre zuvor Drusus ermordet hätten. Anschließend beging Apicata Selbstmord. Im Dezember 31 wurden auch Seianus’ beiden jüngeren Kinder Capito Aelianus und Aelia Iunilla hingerichtet.